# Babel Fish
Yahoo! Babel Fish je bil brezplačni spletni strojni prevajalnik. Babel Fish je lahko prevajal besedila iz 38 jezikov in je bil prvi brezplačni spletni program te vrste. Maja 2012 ga je nasledil Bing Translator.